# Saint-Cast-le-Guildo
Saint-Cast-le-Guildo (tiếng Breton: Sant-Kast-ar-Gwildoù, Gallo: Saent-Cast-le-Giledo) là một xã của tỉnh Côtes-d’Armor, thuộc vùng Bretagne, tây bắc Pháp.

## Dân số
Người dân ở Saint-Cast-le-Guildo được gọi là Castins.